# Georg Schallermair
Georg Schallermair (ur. 29 grudnia 1894 w Hebertshausen, zm. 7 czerwca 1951 w Landsberg am Lech) – zbrodniarz hitlerowski, oficer raportowy w KL Mühldorf – podobozie Dachau oraz SS-Hauptscharführer.
Przed rozpoczęciem służby obozowej w 1944 roku był żołnierzem Wehrmachtu. Następnie został przeniesiony do Waffen-SS. Od sierpnia 1944 do 1 maja 1945 roku był oficerem raportowym (Rapportführerem), odpowiedzialnym za apele więźniów w obozie Mühldorf. Był współodpowiedzialny za śmierć wielu więźniów. Znęcał się nad nimi i odpowiadał za fatalne warunki panujące w obozie.
Po zakończeniu wojny Schallermair został osądzony przez amerykański Trybunał Wojskowy w Dachau w dniach 18–23 września 1947 roku. Został uznany za winnego stawianych mu zarzutów i skazany na karę śmierci. Wyrok wykonano przez powieszenie w więzieniu Landsberg w czerwcu 1951 roku.